# アブリクトサウルス
アブリクトサウルス（学名:Abrictosaurus　"目覚めているトカゲ"の意味）は、ジュラ紀前期に現在のアフリカ南部(南アフリカ)に生息していたヘテロドントサウルス科の恐竜の属の一つである。小型で二足歩行の草食もしくは雑食の動物で、推定全長約1.2m、推定体重は45kg未満と推定されている。
この恐竜についてはレソトのクァクハスネック県および南アフリカのケープ州の上部エリオット累層から発見された2つの個体のみが知られている。上部エリオット累層の年代はジュラ紀前期のエッタンジュ期およびシネムール期（2億年から1億9000万年前）と推定されている。この累層は雨が時々降るような半乾燥環境であり砂丘と季節的な氾濫原が保存されていると考えられている。この累層ではアブリクトサウルス以外に獣脚類のメガプノサウルス、竜脚形類のマッソスポンディルス、ヘテロドントサウルスやリコリヌスといった別のヘテロドントサウルス科の種などの恐竜も発見されている。陸生のワニ形類、キノドン類、初期の哺乳類などの化石も豊富である。

## 形態

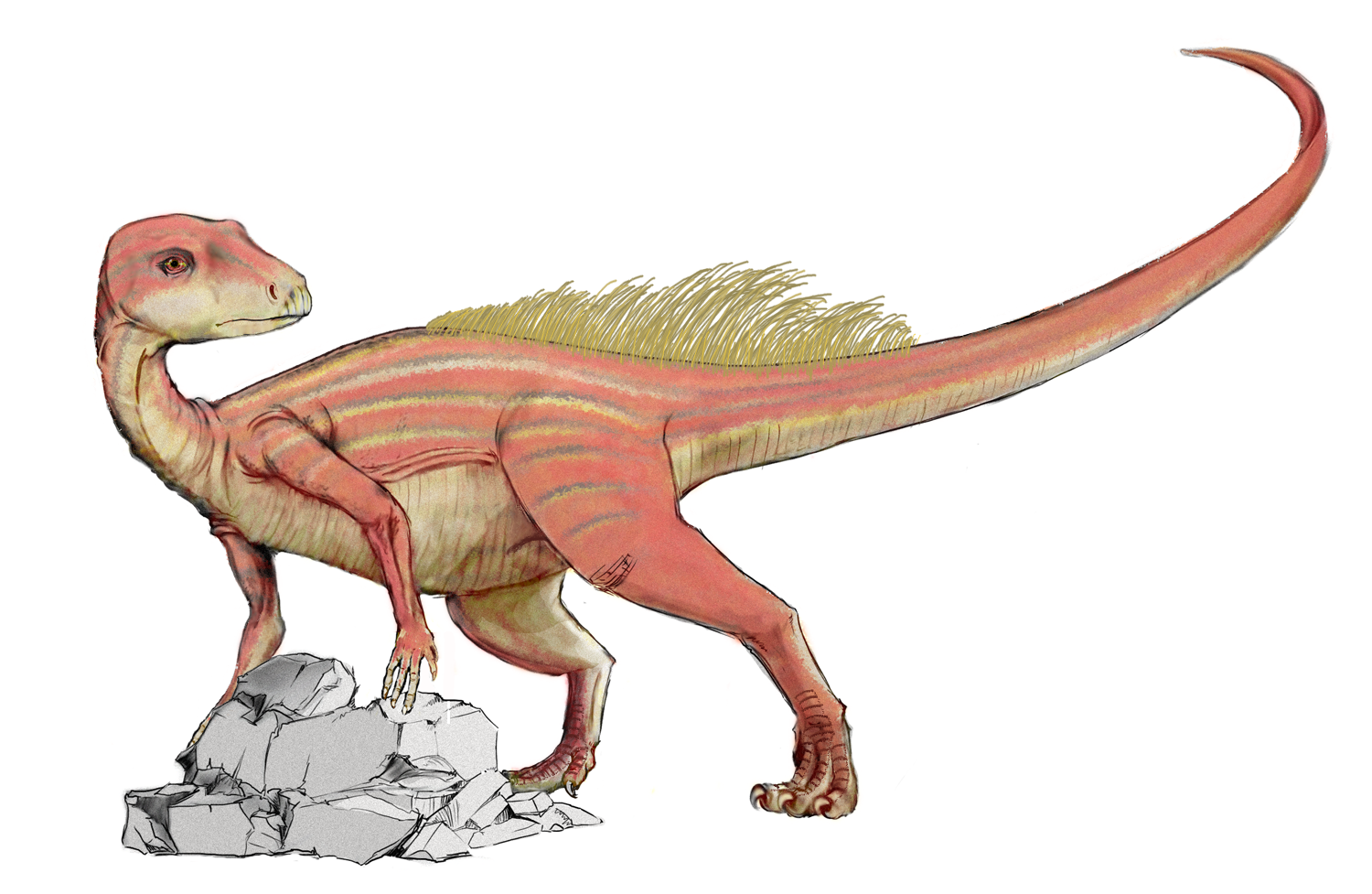
復元図

アブリクトサウルスを含むヘテロドントサウルス科は小型で、初期の鳥盤類であり、特徴的な異歯性の歯列にちなんで命名された。
上下の顎に犬歯に似た牙（犬歯状歯とも呼ばれる）があることで有名である。顎の先端部分には歯がなく、植物を食い切るのに使う硬いくちばしになっている。3本の前上顎骨歯あり、前2本は小さく円錐形で、3本目は細長く犬歯状で対向する下顎の犬歯状歯よりさらに大きい。この下顎の犬歯状歯は下顎の最前の歯である。上顎には大きな歯隙 があり、犬歯状歯および前上顎歯と上顎骨の幅の広い咀嚼歯を分けている 同様の歯列は下顎の残りの部分にもある
アブリクトサウルスは一般的に最も基底的なヘテロドントサウルス科であると考えられている。リコリヌスやヘテロドントサウルスでは頬長冠歯を持ち、これが互いに重なり合うことで白亜紀のハドロサウルス科のものと相似な連続した咀嚼面を形成していた。アブリクトサウルスでは頬歯は互いにより分離し、歯冠が低く、他の初期の鳥脚類のものに似たものであった。この他の原始的な特徴としてアブリクトサウルスには牙がなかったことが示唆されるしかし、犬歯状歯はアブリクトサウルスの2つの標本の一方にははっきりと存在が確認できる。上顎の犬歯状歯は長さ10.5 mmで、下顎側は17 mmに達する。犬歯状歯には前方の表面のみに鋸歯があり、前後両面にあるリコリヌスやヘテロドントサウルスとは異なっている。 前肢はヘテロドントサウルスのものより小型で細く、第四指、第五指の指骨が1本少なかった。。

## 発見と命名
アブリクトサウルスの標本は二つともユニヴァーシティ・カレッジ・ロンドンに収蔵されている。ホロタイプUCL B54はレソトで発見された頭骨を含む部分骨格である。この標本は最初1974年に古生物学者Richard Thulbornによりリコリヌスの新種L. consorsとして記載された。種小名consors はラテン語で「仲間」もしくは「配偶者」という意味である。UCL B54にはタイプ種Lycohinus angustidensにある犬歯状歯がなかったため、Thulbornはこの標本を雌のものだと考えたためである。 頭骨もそれ以外の骨格についても十分には文献に記載されなかった。スイスの三畳紀後期の地層から発見された1本の歯がAbrictosaurus sp.とされたものの、この標本はアブリクトサウルス、ヘテロドントサウルス科もしくは一般的な鳥盤類の独特の特徴をもっておらずこの同定は支持されていない。
1975年にジェームズ・ホプソン南アフリカで発見され、以前にはThulborn によってLycorhinus angustidensとして記載された断片的なヘテロドントサウルス類の頭骨である標本UCL A100の再記載を行った 。UCL A100はL. angustidens のものではなく、むしろ UCL B54によりよく似ているとして、ホプソンは両標本を包含する新たな属を創設した。属名アブリクトサウルス（Abrictosaurus）は古代ギリシャ語で「目覚めている」を意味するαβρικτος（abriktos）と「トカゲ」を意味するσαυρος（sauros）から派生しており、ホプソンはThulbornが提案したヘテロドントサウルス類が夏眠した（暑く乾燥した季節にする冬眠）とする説に不同意であることを示したものである。種小名は維持され、新たな学名Abrictosaurus consorsとなった。ホプソンの改名にもかかわらず、Thulbornは Lycorhinus angustidens、Heterodontosaurus tucki、Abrictosaurus consors の3種をリコリヌスの属と考え続けた。古生物学において種や属に正確な定義はないが、ほとんどの古生物学者は、これら3種すべてを個別の属として維持している。

## 性的二形
アブリクトサウルスはヘテロドントサウルス科における性的二形仮説で長らく注目された。ジャコウジカ、セイウチ、アジアゾウ、イノシシ科の多くなど現代の多くの哺乳類においては牙は性的二形の特徴であり、主に雄のみに見られる。UCL B54に牙が無いことはこの個体が雌であることを示す。別の種のおそらくメスである 。 UCL A100で犬歯状歯が見つかったことはA. consorsが「雄」の特徴も持っており、それ自体で、少なくとも有効な種であることを示唆している。しかし、UCL B54は頭骨が短いことや仙椎が癒合していないことから、実際には幼体のものであった可能性がある。そのため、牙が無いのは性的二形ではなく幼体の特徴であった可能性があり、性的二形の可能性が弱まっている。

## 参照
1. 1 2 3  Norman, D.B., Sues, H.-D., Witmer, L.M., & Coria, R.A. 2004. Basal Ornithopoda.  In: Weishampel, D.B., Dodson, P., & Osmolska, H. (Eds.). The Dinosauria (2nd edition). Berkeley: University of California Press. Pp. 393-412.
2. 1 2 3 4  Weishampel, D.B. & Witmer, L.M. 1990. Heterodontosauridae. In: Weishampel, D.B., Dodson, P., and Osmolska, H. The Dinosauria (1st edition). Berkeley: University of California Press. Pp.486-497.
3. ↑  Sereno, P.C. 1986. Phylogeny of the bird-hipped dinosaurs (Order Ornithischia). National Geographic Research 2: 234-256.
4. 1 2  Thulborn, R.A. 1970. The systematic position of the Triassic ornithischian dinosaur Lycorhinus angustidens. Zoological Journal of the Linnean Society 49: 235-245.
5. 1 2  Hopson, J.A. 1975. On the generic separation of the ornithischian dinosaurs Lycorhinus and Heterodontosaurus from the Stormberg Series (Upper Triassic) of South Africa. South African Journal of Science 71: 302-305.
6. 1 2 3  Thulborn, R.A. 1974. A new heterodontosaurid dinosaur (Reptilia: Ornithischia) from the Upper Triassic Red Beds of Lesotho. Zoological Journal of the Linnean Society of London. 55: 151-175.
7. ↑  Irmis, Randall B.; Parker, William G.; Nesbitt, Sterling J.; and Liu, Jun (2007). “Early ornithischian dinosaurs: the Triassic record”. Historical Biology 19 (1):  3–22. doi:10.1080/08912960600719988.